# Warwick (New York)
Pour les articles homonymes, voir Warwick.
Warwick est une ville du comté d'Orange dans l'État de New York. La population est de 32 065 habitants lors du recensement de 2010. Warwick est le siège de l'Applefest, la fête de la pomme.

## Personnalités liées à la localité
- Carleton Carpenter, acteur
- E. Jean Carroll, journaliste
- James Cromwell, acteur et militant environnementaliste
- Jasper Francis Cropsey, peintre
- Gus Dapperton, musicien
- John Hathorn, homme politique
- Richard Kiley, acteur
- Bill Pennington, journaliste
- Lydia Sayer Hasbrouck, militante féministe
- William H. Seward, homme politique
- Jimmy Sturr, musicien
- Robert Whitman, artiste
- Gretchen Wyler, actrice